# Rhagadolobium dicksoniifolium
Rhagadolobium dicksoniifolium är en svampart som först beskrevs av Dingley, och fick sitt nu gällande namn av Arx & E. Müll. 1975. Rhagadolobium dicksoniifolium ingår i släktet Rhagadolobium och familjen Parmulariaceae.   Inga underarter finns listade i Catalogue of Life.